# Isumi

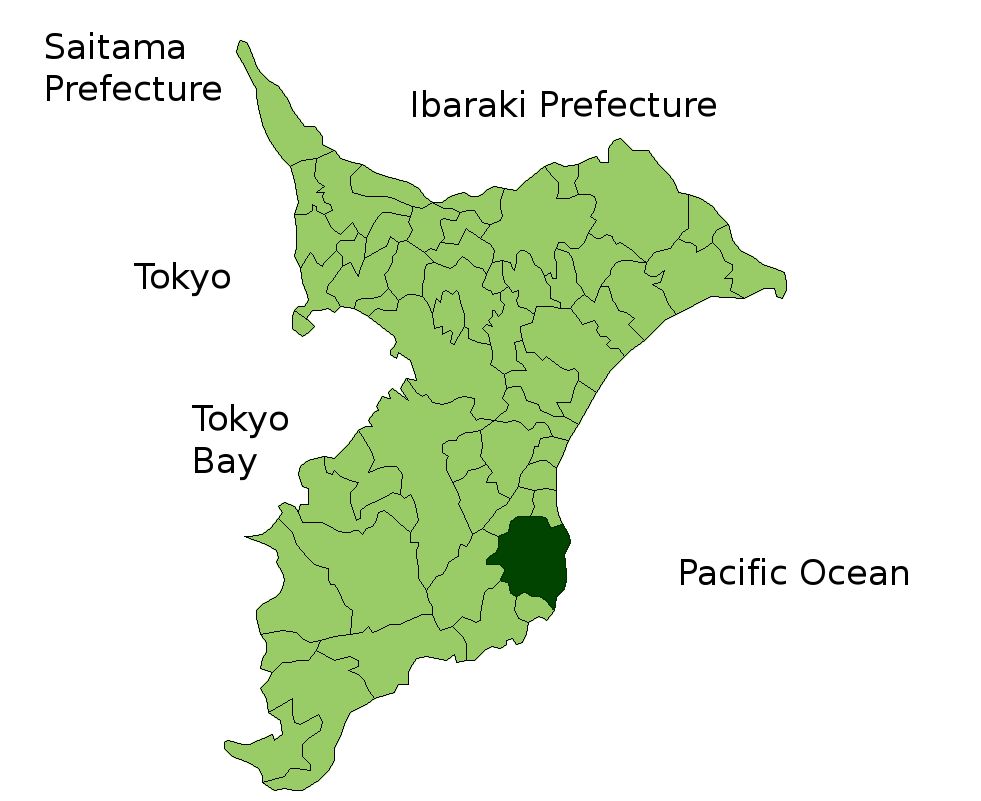
Miasto na tle prefektury

Isumi (jap. いすみ市 Isumi-shi) – miasto w środkowej Japonii, na głównej wyspie Honsiu (Honshū), w prefekturze Chiba. Ma powierzchnię 157,50 km². W 2020 r. mieszkało w nim 35 571 osób, w 14  580 gospodarstwach domowych  (w 2010 r. 40 969 osób, w 14 690 gospodarstwach domowych).